# Новая Александровка (Сумская область)
Но́вая Алекса́ндровка (укр. Нова Олександрівка) — село,
Михайловский сельский совет,
Бурынский район,
Сумская область,
Украина.
Код КОАТУУ — 5920984603. Население по переписи 2001 года составляло 214 человек .

## Географическое положение
Село Новая Александровка находится недалеко от истоков реки Чаша.
На расстоянии до 1,5 км расположены сёла Михайловка и Дьяковка.
По селу протекают пересыхающие ручьи с запрудами.

## Объекты социальной сферы
- Фельдшерско-акушерский пункт.